# Indywidualne Mistrzostwa Wielkiej Brytanii na Żużlu 2013
Indywidualne mistrzostwa Wielkiej Brytanii na żużlu – cykl turniejów żużlowych mających wyłonić najlepszych żużlowców brytyjskich w sezonie 2013. W finale zwyciężył Tai Woffinden. 

## Finał
- Wolverhampton, 13 maja 2013

| Msc. | Zawodnik         | Klub          | Pkt     |             |  |
| ---- | ---------------- | ------------- | ------- | ----------- |  |
| 1    | Tai Woffinden    | Wolverhampton | 15 +3   | (3,3,3,3,3) |  |
| 2    | Scott Nicholls   | Coventry      | 11 +2+2 | (1,1,3,3,3) |  |
| 3    | Chris Harris     | Birmingham    | 13 +1   | (3,2,2,3,3) |  |
| 4    | Craig Cook       | Belle Vue     | 12 +3+0 | (3,3,1,2,3) |  |
| 5    | Edward Kennett   | Swindon       | 12 +1   | (3,3,3,2,1) |  |
| 6    | Daniel King      | Birmingham    | 10 +0   | (2,3,2,1,2) |  |
| 7    | Jason Garrity    | Rye House     | 8       | (2,2,0,3,1) |  |
| 8    | Josh Auty        | Birmingham    | 8       | (2,2,2,0,2) |  |
| 9    | Richie Worrall   | King's Lynn   | 5       | (w,0,3,2,w) |  |
| 10   | Chris Schramm    | Plymouth      | 5       | (1,2,2,0,0) |  |
| 11   | Kyle Howarth     | Poole         | 5       | (1,1,0,1,2) |  |
| 12   | Oliver Allen     | Coventry      | 5       | (2,1,1,w,1) |  |
| 13   | Ben Barker       | Birmingham    | 4       | (0,d,w,2,2) |  |
| 14   | James Wright     | Glasgow       | 2       | (0,0,1,1,0) |  |
| 15   | Ashley Birks     | Swindon       | 2       | (1,0,1,u,0) |  |
| 16   | rez. Kyle Newman | Somerset      | 2       | (1,1)       |  |
| 17   | Joe Haines       | Sheffield     | 1       | (0,1,0,w,0) |  |

## Bieg po biegu
1. Cook, Allen, Schramm, Worrall (w)
2. Woffinden, Garrity, Nicholls, Barker
3. Harris, King, Birks, Wright
4. Kennett, Auty, Howarth, Haines
5. Cook, Garrity, Haines, Wright
6. Woffinden, Auty, Allen, Birks
7. Kennett, Harris, Nicholls, Worrall
8. King, Schramm, Howarth, Barker
9. Woffinden, Harris, Cook, Howarth
10. Kennett, King, Allen, Garrity
11. Worrall, Auty, Wright, Barker (w)
12. Nicholls, Schramm, Birks, Haines
13. Nicholls, Cook, King, Auty
14. Harris, Barker, Newman, Allen (w), Haines (w/2min)
15. Garrity, Worrall, Howarth, Birks (u)
16. Woffinden, Kennett, Wright, Schramm
17. Cook, Barker, Kennett, Birks
18. Nicholls, Howarth, Allen, Wright
19. Woffinden, King, Newman, Haines, Worrall (w/2min)
20. Harris, Auty, Garrity, Schramm
21. Baraż o dwa miejsca w finale: Cook, Nicholls, Kennett, King
22. Finał: Woffinden, Nicholls, Harris, Cook